# Be Quick or Be Dead
Be Quick or Be Dead is een nummer van de Britse heavy metalband Iron Maiden uit 1992. Het is de eerste single van hun negende studioalbum Fear of the Dark.
"Be Quick or Be Dead" gaat over diverse politieke schandalen die zich voordeden in de tijd dat het nummer werd uitgebracht. Het nummer is sneller en ruiger dan andere nummers van Iron Maiden, en was met een 2e positie zeer succesvol in het Verenigd Koninkrijk. In de Nederlandse Top 40 haalde het nummer de 27e positie.